# Ratitovec
Ratitovec este o arie protejată (arie specială de conservare — SAC, sit de importanță comunitară — SCI) din Slovenia întinsă pe o suprafață de 2.331,3 ha, integral pe uscat.

## Localizare
Centrul sitului Ratitovec este situat la coordonatele 46°13′37″N 14°05′00″E / 46.2269°N 14.0833°E.

## Înființare
Situl Ratitovec a fost declarat sit de importanță comunitară în aprilie 2004 pentru a proteja 3 specii de animale. Situl a fost protejat și ca arie specială de conservare în februarie 2012.

## Biodiversitate
Situată în ecoregiunile alpină și continentală, aria protejată conține 4 habitate naturale: Pajiști alpine și subalpine calcaroase, Fânețe montane, Pante stâncoase calcaroase cu vegetație casmofită, Păduri ilirice de Fagus sylvatica (Aremonio-Fagion).
La baza desemnării sitului se află mai multe specii protejate:
- mamifere (1): liliacul mic cu potcoavă (Rhinolophus hipposideros)
- nevertebrate (2): erebia calcarius (Erebia calcaria), fluturele flitirar (Euphydryas maturna)